# Rychlý reaktor

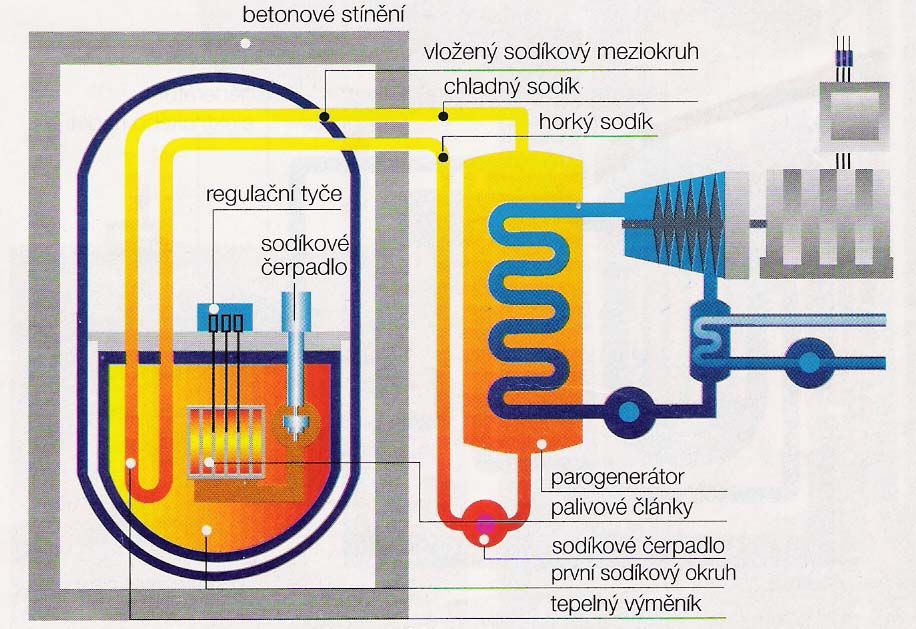
Zjednodušené schéma jaderné elektrárny s rychlým reaktorem

Rychlý reaktor je druh (štěpného) jaderného reaktoru, ve kterém probíhá štěpení jaderného paliva především neutrony o vyšších energiích, než je energie tepelného pohybu. Tyto tzv. rychlé neutrony není třeba nikterak zpomalovat, ba naopak jejich zpomalení na nižší energie by bylo nežádoucí. Z toho důvodu rychlé reaktory neobsahují moderátor, čímž se odlišují od klasických tepelných reaktorů, jak je známe z jaderných elektráren. Myšlenka reaktoru s rychlými neutrony je stará přibližně stejně, jako myšlenka klasických jaderných reaktorů. Dosud však rychlé reaktory nenalezly širší průmyslové uplatnění, avšak počítá se s nimi pro reaktory čtvrté generace. Projekty rychlých reaktorů čtvrté generace vycházejí z prvních návrhů rychlých reaktorů z padesátých a šedesátých let, očekává se od nich významné snížení množství radioaktivních odpadů a zejména uzavření jaderného palivového cyklu. V současné době je na světě v provozu přibližně 20 rychlých reaktorů, a to jak výzkumných a experimentálních, ale také energetických. Největších pokroků v této oblasti je v posledních několika dekádách dosahováno v Ruské federaci.

## Koncepce rychlého reaktoru
Pravděpodobnost, že dojde ke štěpení jaderného paliva neutronem o vyšší energii je nižší než pravděpodobnost štěpení tepelným neutronem, proto je nutné používat palivo, které obsahuje vyšší podíl izotopů vhodných ke štěpení (štěpných izotopů). Palivo rychlých reaktorů proto bývá více obohacené než palivo tepelných reaktorů. U tepelných reaktorů používaných v energetice se obohacení paliva pohybuje zpravidla do 5 % 235U, zatímco u rychlých reaktorů bývá obohacení až kolem 90 % 235U. Častěji se však používá jako štěpný izotop 239Pu, při jehož použití je vyšší šance na štěpení rychlými neutrony. Pro plutonium rovněž hovoří větší průměrný počet neutronů, které se uvolní při rozštěpení jednoho jádra (asi o 20 % neutronů více).
Aktivní zóna, místo kde probíhá štěpná řetězová reakce, bývá u rychlého reaktoru menší. Proto je nutné pro odvod tepla z paliva v aktivní zóně použít materiály, které efektivněji přenášejí teplo. Optimální materiál chladiva rychlého reaktoru by měl mít mimo jiné vysoký součinitel přestupu tepla, minimální moderační schopnost, nízkou absorpci neutronů a velkou tepelnou kapacitu. Kvůli tomu se pro odvod tepla v rychlých reaktorech nepoužívají plyny a voda, resp. vodní pára. Mnohem lépe se osvědčily tekuté kovy, jako je např. tekutý sodík, eutektická slitina sodíku a draslíku či směs olova a bismutu. Tekuté kovy navíc mohou mít teplotu i několik set stupňů Celsia a stále být při atmosférickém tlaku v kapalném stavu. Voda, která se nejvíce používá jako chladivo tepelných reaktorů, musí být pod tlakem cca 15 MPa, aby při teplotě 300 °C byla v kapalném stavu, což klade velké nároky na tlakovou nádobu a potrubí, které musí mít tlustější stěnu z kvalitnějších a dražších materiálů.
Při konstrukci rychlého reaktoru je rovněž důležité brát ohled na nebezpečí ztuhnutí chladiva, z toho důvodu se používá vyhřívané potrubí a vyhřívané nádrže, kam je případně možné primární okruh vypustit. Teplota tání sodíku je přibližně 100 °C. Výhodná je i možnost uchladit odstavený reaktor pouze přirozeným prouděním chladiva – tekutého kovu, který má natolik dobré teplonosné vlastnosti, že je to postačující pro bezpečné dochlazení.

## Historie

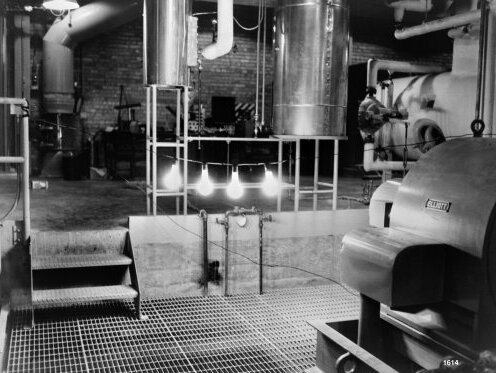
Americký rychlý reaktor EBR-I se čtyřmi svítícími žárovkami, které byly napájeny elektřinou vyprodukovanou z tepla, které byl uvolněno při jaderném štěpení v reaktoru.

První rychlé reaktory se začaly objevovat již v padesátých letech dvacátého století a zprvu se mohlo zdát, že tato varianta může konkurovat té s tepelnými neutrony a moderátorem. Na tomto místě by ovšem bylo dobré podotknout, že výzkum jaderných reaktorů zpočátku probíhal zejména na vojenské bázi. Jaderné reaktory se stavěly tak, aby z nich bylo možné získávat plutonium na výrobu jaderných zbraní, a také jako demonstrační jednotky, které měly ověřit, zdali je možné reaktorem pohánět jadernou ponorku či loď. Americké námořnictvo tak současně rozvíjelo projekt ponorky s jak s tepelným, tak i s rychlým reaktorem. Reaktor s tepelnými neutrony se však ukázal jako technicky schůdnější řešení a proto byla koncepce rychlých reaktorů do velké míry opuštěna, byť toto rozhodnutí nalezlo řadu odpůrců i z řad těch nejrenomovanějších osobností jaderných oborů – např. E. Wignera. 

### EBR-I
O americkém reaktoru EBR-I se hovoří jako o prvním reaktoru, díky kterému bylo možné vyrobit elektřinu – v roce 1951 byly rozsvíceny čtyři dvousetwattové žárovky a tento jaderný reaktor se tak stal první „jadernou elektrárnou“. Reaktor sloužil k experimentálním účelům až do svého vyřazení v roce 1964.

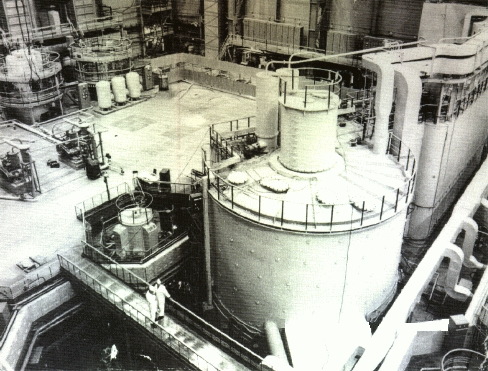
Reaktorová hala ruského rychlého reaktoru BN-350, který je v současné době již vyřazen z provozu.

### BOR-60
BOR-60 je experimentální ruský rychlý reaktor chlazený tekutým sodíkem s maximálním výkonem 60 MW tepelných.  Jako palivo může sloužit směs oxidů plutonia a uranu s obohacením uranu i přes 45 %. Chladivo je v primárním okruhu pod tlakem 5,5 MPa, přičemž jeho teplota dosahuje až 530 °C. Reaktor byl uveden do provozu v roce 1969.

### Skupina reaktorů BN
Do této skupiny patří ruské reaktory BN-350, BN-600 a nejnovější BN-800. Do budoucna se však počítá i s reaktorem BN-1200. BN-800 je v současnosti nejmodernější rychlý reaktor chlazený sodíkem, který je v provozu v Ruské federaci poblíž města Belojarsk. Tento rychlý reaktor vychází ze svého předchůdce BN-600 a rovněž funguje jako komerční elektrárna pro dodávky elektřiny s elektrickým výkonem okolo 800 MWe. Na rozdíl od reaktoru BN-600 je využíváno i směsné MOX palivo. Nástupcem této demonstrační jednotky by měl být reaktor BN-1200, na jehož stavbě se již pracuje rovněž v Belojarské oblasti a jeho projekt zakoupila rovněž Čína.

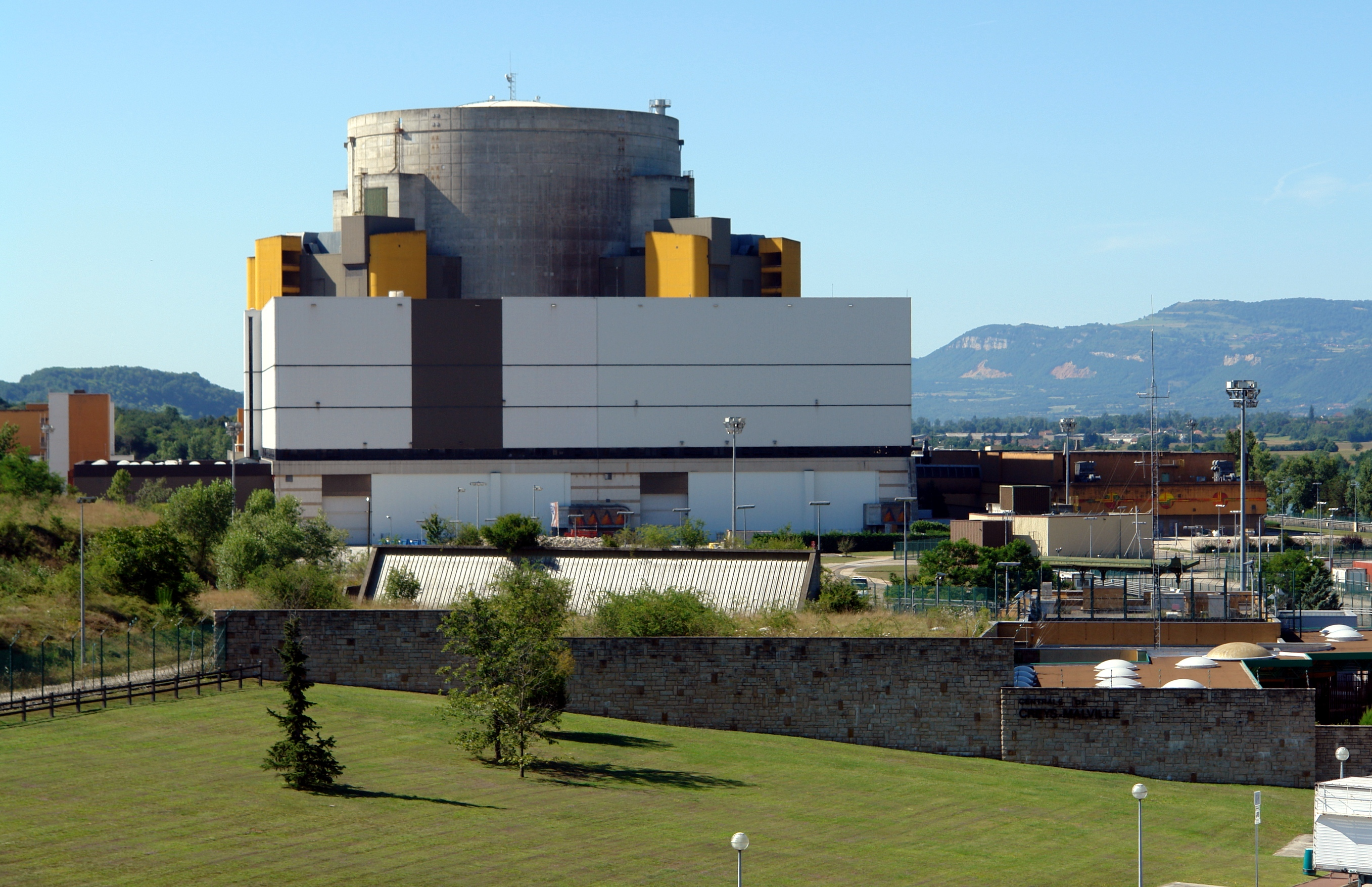
Pohled na ochrannou obálku jaderného reaktoru Super Phénix ve Francii.

### Monju
Monju je japonský sodíkem chlazený rychlý reaktor, který pracoval s palivem typu MOX, přičemž dosahoval výkonu 280 MWe (714 MWt). Výstavba začala v roce 1986 a první kritičnosti bylo dosaženo v roce 1994. Na podzim roku 1995 však byl tento reaktor dlouhodobě odstaven. Za vším stojí havárie s únikem několika set kilogramů sodíku, která vedla k rozsáhlému požáru, jenž si vynutil dlouhodobé odstavení. Další pokusy o obnovení provozu byly neúspěšné a došlo při nich k dalším incidentům.

### Phénix
Byl francouzský rychlý reaktor chlazený tekutým sodíkem o výkonu 233 MWe. Tento reaktor dokázal vyprodukovat o 12 % víc plutonia, než sám spotřeboval, jednalo se tedy o množivý reaktor. Výstavba tohoto zařízení započala v roce 1968 a reaktor byl odstaven v roce 2010. Nástupcem reaktoru Phénix se stal Super Phénix, který se začal stavět v roce 1976 a jeho elektrický výkon dosahoval hodnoty 1200 MWe.

## Palivo rychlých reaktorů

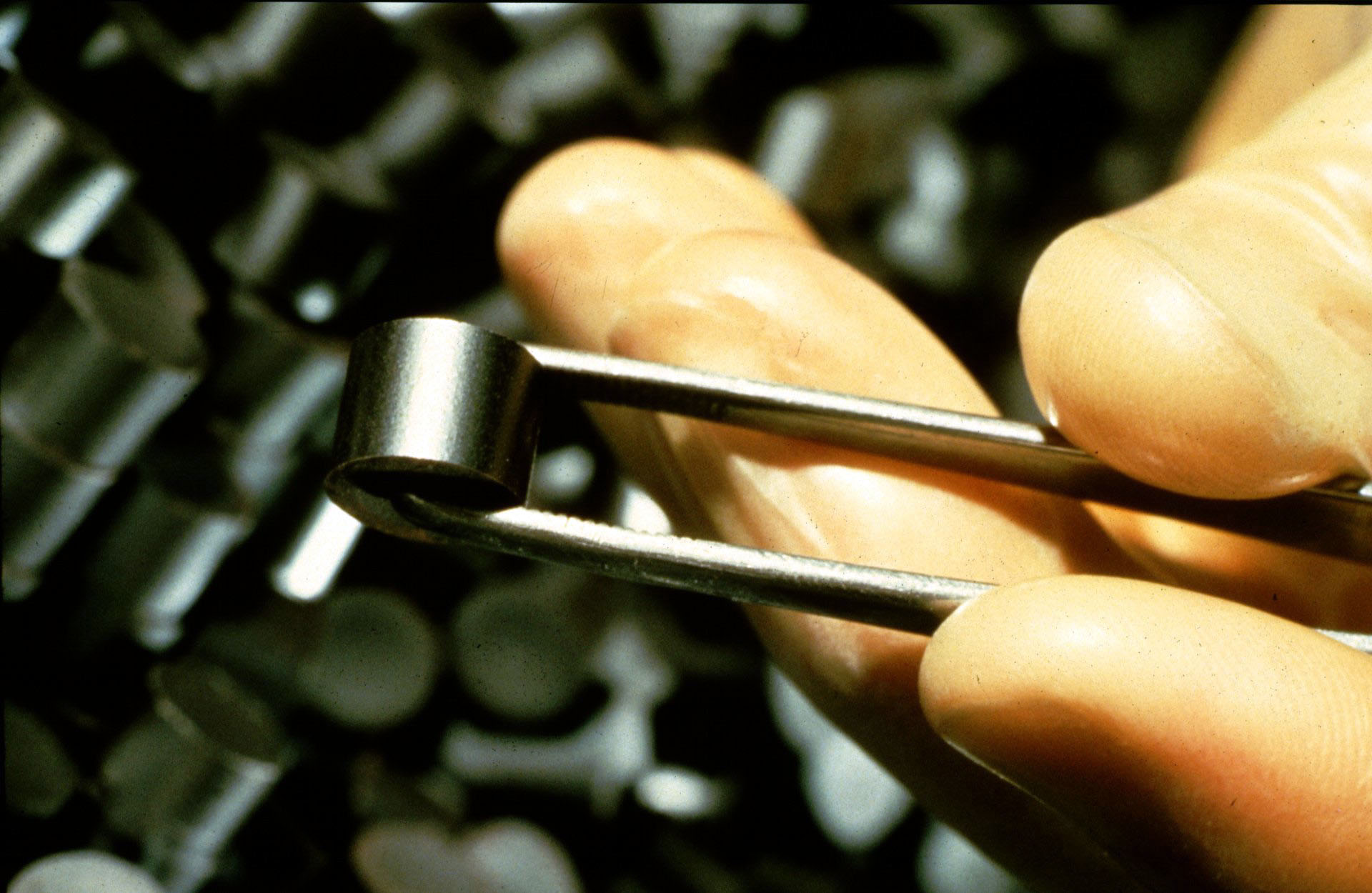
Palivová tableta (peleta) oxidického paliva pro tlakovodní či varný reaktor, která je na první pohled podobná těm, které se používají pro rychlé reaktory

V rychlých reaktorech se zpravidla využívá jaderné palivo ve formě palivových tabletek z oxidů. Rozdílem oproti palivům tepelných reaktorů je vyšší obohacení paliva, které často převyšuje 20 % a jedná se tedy o vysoce obohacené jaderné palivo (palivo tepelných reaktorů má obohacení většinou do 5 %). U rychlých reaktorů se setkáváme nejčastěji s jaderným palivem ve formě proutků, tedy je zde podoba s klasickým jaderným palivem. Uspořádání těchto proutků se však liší – proutky paliva pro rychlé reaktory jsou uspořádány do šestiúhelníkové mříže a jsou těsněji u sebe, to vše pro lepší bilanci neutronů. Kolem této aktivní zóny ze štěpného materiálu je pak možné umístit tzv. množivou zónu, kde může vznikat nové palivo záchytem neutronu na izotopech  238U a 232Th. U paliva rychlých reaktorů dochází k vyššímu vyhořívání (tzn. získáváme více energie ze stejného množství paliva) než u nejčastěji používaných lehkovodních reaktorů. Vyhoření lehkovodního paliva se v současné době pohybuje okolo 50 MWd/t oxidu, zatímco vyhoření paliva rychlých reaktorů může být až 200 MWd/t oxidu. Při provozu paliva rychlých reaktorů tak dochází k většímu namáhání samotného paliva, které je spojené např. s praskáním, napucháním a dokonce i se vznikem dutiny v centrální části palivové pelety.

## Výhody a nevýhody rychlého reaktoru
Mezi výhody rychlých reaktorů patří bezesporu menší množství produkovaných odpadů a také kratší poločasy rozpadů produkovaných radioaktivních látek. Výhodou rovněž je možnost výroby nového paliva přímo v množivé zóně reaktoru, což představuje nejen uzavření jaderného palivového cyklu ale také další krok vpřed na cestě za prakticky nevyčerpatelným zdrojem energie. Výhodná je i vyšší termodynamická účinnost tepelného cyklu, která se může pohybovat až okolo 50 % (u tepelných reaktorů se zřídkakdy přesáhne hodnota 35 %).
Mezi negativní stránky je nutné zařadit násobně vyšší investiční náklady na výstavbu takového zdroje a rovněž jeho nákladnější provoz, který při současných nízkých cenách jaderného paliva příliš nedává ekonomický smysl. Nutnost použití speciálních technických řešení pro zajištění bezpečnosti reaktoru chlazeného sodíkem se významně projevuje na ceně takovéto koncepce.